# Reporto

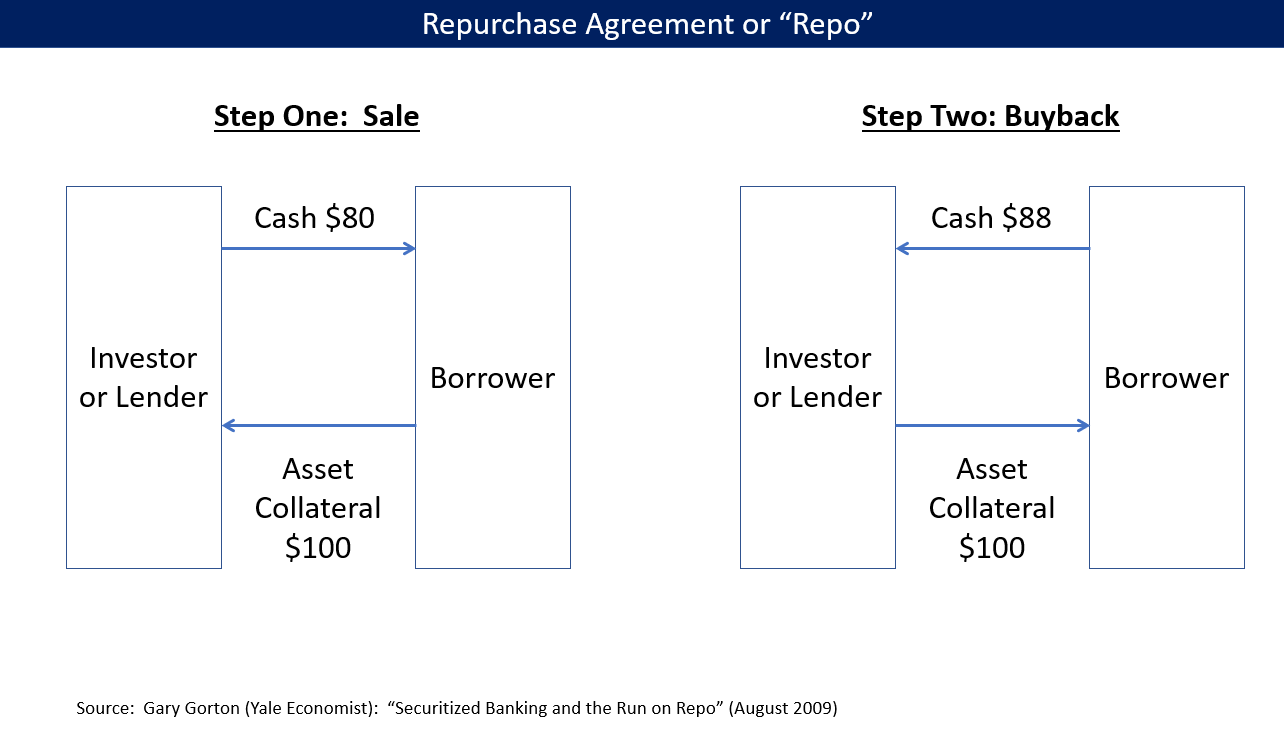
Acuerdo de recompra o componentes de la transacción "Repo". En el primer paso, el inversor proporciona 80 dólares en efectivo y recibe 100 dólares en garantía, normalmente bonos. En el segundo paso, el prestatario recompra la garantía y paga al inversor su efectivo inicial más un monto de intereses. La "tasa de recompra" es la tasa de interés recibida por el inversor, en este caso (88–80)/80 = 10%, mientras que el "recorte" es una relación entre el préstamo en efectivo y la garantía (100–80)/100 = 20%.

Se conoce como repo o reporto a las operaciones en las que una de las partes (el reportador) compra a la otra (reportado, quien vende) títulos valores públicos o privados y simultáneamente convienen la operación inversa de compra/venta ("recompra") a un plazo determinado, por un precio convenido que se denomina prima. Se trata de un solo contrato u operación que reúne dos actos, y que resulta útil en cuanto el reportado se beneficia con la liquidez inmediata que le genera y el reportador se ve beneficiado con la prima acordada.
El reporto es un reconocido instrumento de política monetaria, utilizado por los bancos centrales.
Es una operación de crédito a corto plazo en la cual un intermediario financiero entrega al inversionista títulos a cambio de su precio actual, es decir, consiste en la inversión de valores por un plazo determinado. Al vencimiento de dicha operación, el inversionista se obliga a devolver los mismos u otros de la misma especie, cantidad y emisor a la contraparte, por un precio generalmente superior al negociado en la primera operación. El intermediario financiero se obliga a recomprar los valores al vencimiento de la misma.
La operación de reporto es una actividad bursátil de intención o financiamiento a corto plazo que consiste en vender un instrumento de renta fija con la obligatoriedad de volver a comprar dentro de un plazo máximo establecido. Para el cálculo del precio de compra se aplica la tasa de rendimiento equivalente y para determinar el precio de venta se aplica la tasa de rendimiento del reporto.
En 2007-2008, un pánico bancario en el mercado de repos, en la que la financiación para los bancos de inversión no estaba disponible o estaba a tasas de interés muy altas, fue un aspecto clave de la crisis de las hipotecas subprime en EE. UU. que condujo a la Gran Recesión mundial. Durante septiembre de 2019, la Reserva Federal de Estados Unidos intervino en su papel de inversor para proporcionar fondos en los mercados de repos, cuando las tasas de interés de los préstamos a un día se dispararon debido a una serie de factores técnicos que habían limitado la oferta de fondos disponibles.